# Moulin Rouge (film, 1952)
Pour les articles homonymes, voir Moulin rouge (homonymie).
Pour plus de détails, voir Fiche technique et Distribution.
Moulin Rouge est un film anglo-américain réalisé par John Huston, sorti en 1952.

## Synopsis
À Paris, à la fin du XIXe siècle, le peintre Henri de Toulouse-Lautrec, à cause de sa difformité, noie son mal de vivre dans l'alcool et en compagnie des filles légères de Montmartre. Il devient un client assidu du Moulin-Rouge dont il va exécuter, sans le savoir et pour la postérité, les portraits de quelques artistes qui deviendront les figures emblématiques d'un cabaret mythique. Au gré d'aventures sentimentales hasardeuses et désespérées, Toulouse-Lautrec sera vaincu par ses excès.

## Fiche technique
- Titre original : Moulin Rouge
- Titre français : Moulin Rouge
- Réalisation : John Huston
- Assistants-réalisateurs : Kevin McClory et Marcel Ophüls (non crédités)
- Scénario : John Huston et Anthony Veiller d'après le roman homonyme de Pierre La Mure
- Production : John Huston, John et James Woolf (non crédités)
- Producteur exécutif : Jack Clayton
- Direction artistique : Paul Sheriff
- Décors : Marcel Vertès
- Costumes : Julia Squire, Marcel Vertès et Elsa Schiaparelli pour les robes de Zsa Zsa Gabor
- Photographie : Oswald Morris
- Cameraman : Freddie Francis
- Son : E. Law et A. E. Rudolph
- Montage : Ralph Kemplen
- Consultant "couleurs" : Eliot Elisofon
- Musique : Georges Auric
  - Musique additionnelle : Jacques Offenbach (Galop infernal extrait d'Orphée aux Enfers)
  - Chanson : It's April Again, paroles de Jacques Larue et musique de Georges Auric, interprétée par Muriel Smith, adaptée en anglais par Paul Dehn [2]

- Sociétés de production : Romulus Films (Royaume-Uni) et Moulin Productions (États-Unis)
- Sociétés de distribution : Independent Film Distributors  Royaume-Uni, United Artists  États-Unis , Les Artistes Associés  France
- Pays de production :  États-Unis,  Royaume-Uni
- Langue : anglais
- Format : couleurs (Technicolor) - 35 mm - 1,37:1 - son monophonique (Western Electric Recording)
- Genre : film biographique, comédie dramatique
- Durée : 119 minutes
- Dates de sortie : 
  - États-Unis : 23 décembre 1952
  - Royaume-Uni : 13 mars 1953
  - France : 11 décembre 1953
- Classification : (fr) CNC : tous publics, art et essai (visa no 14287 délivré le 18 juin 1953)

## Distribution
- José Ferrer (VF : Jean Martinelli) : Henri de Toulouse-Lautrec / le comte Alphonse de Toulouse-Lautrec
- Zsa Zsa Gabor (VF : Jacqueline Porel) : Jane Avril
- Suzanne Flon (VF : elle-même) : Myriamme Hayam
- Claude Nollier : la comtesse Adèle de Toulouse-Lautrec
- Colette Marchand : Marie Charlet
- Katherine Kath : La Goulue
- Muriel Smith : Aïcha / voix chantée de Jane Avril
- Mary Clare (VF : Cécile Didier) : Madame Loubet
- Walter Crisham (VF : Jean Berton) : Valentin le désossé
- Lee Montague : Maurice Joyant
- Georges Lannes : le sergent Balthazar Patou
- Tutte Lemkow : le danseur partenaire d'Aïcha
- Peter Cushing (VF : André Falcon) : Marcel de La Voisier
- Jill Bennett (VF : Rolande Forest) : Sarah
- Harold Kasket : Charles Zidler
- Theodore Bikel : le roi Milan Ier de Serbie
- Charles Carson : le comte Moïse de Camondo

### Acteurs non crédités
- Diane Cilento : une midinette
- Jean Claudio : le fêtard ivre
- Francis De Wolff (VF : Pierre Michau) : Victor
- Fernand Fabre : le général
- Jim Gérald : le père Cotelle
- Jean Landier : Louis Anquetin
- Robert Le Fort : François Gauzi
- Christopher Lee : Georges Seurat
- Jean Ozenne (VF : Allain-Durthal) : Félix
- Eric Pohlmann : Picard, le propriétaire du bar où s'enivre Henri
- John van Dreelen
- Friedrich von Ledebur : le maître d'hôtel de chez Maxim's
- George Woodbridge : l'ami de Victor
- Marcel Vertès : la main d'Henri dessinant

## Distinctions

### Récompenses
- Oscar 1953 : 
  - Meilleure direction artistique et meilleurs décors pour Marcel Vertès et Paul Sheriff
  - Oscar de la meilleure création de costumes pour Marcel Vertès
- Golden Globes 1953 : Golden Globe de la révélation féminine de l'année pour Colette Marchand
- British Society of Cinematographers 1953 : Meilleure photographie pour Oswald Morris
- Mostra de Venise 1953 : Lion d'argent  pour John Huston

### Nominations
- Oscars 1953 :
  - Oscar du meilleur film
  - Oscar du meilleur acteur (José Ferrer)
  - Oscar de la meilleure actrice dans un second rôle (Colette Marchand)
  - Oscar du meilleur réalisateur (John Huston)
  - Oscar du meilleur montage (Ralph Kemple)
- Writers Guild of America 1953 : Meilleur scénario dramatique (Anthony Veiller et John Huston)
- BAFTA Awards 1954 :
  - BAFTA du meilleur film
  - BAFTA du meilleur film britannique
  - BAFTA de la meilleure actrice dans un second rôle (Colette Marchand)

## Production

### Scénario
Le roman de l'écrivain français Pierre La Mure, Moulin-Rouge paraît en 1951 aux Presses de la Cité. José Ferrer en achète, la même année, les droits d'adaptation, pressentant le potentiel d'un rôle tel que celui de Lautrec.

### Tournage
Le tournage a eu lieu du 23 juin au 10 septembre 1952  aux studios de Shepperton (Royaume-Uni) et en extérieurs à Paris (7e et 8e arrondissements).
Pour essayer de recréer à l'écran l'aplat des affiches de Toulouse-Lautrec, John Huston engage le photographe Eliot Elisofon de Life Magazine afin d'expérimenter les nouvelles techniques du Technicolor. John Huston, les consultants en Technicolor et le directeur de la photographie Oswald Morris, utilisent un filtre simulant une brume pour créer une qualité monochromatique.
Certains costumes et maquillages sont autant d'hommages rendus au talent d'affichiste de Toulouse-Lautrec. Les protagonistes sont éclairés dans des tonalités différentes pour mieux les caractériser : José Ferrer est filmé avec un filtre bleu-vert, Colette Marchand avec un filtre violet et Suzanne Flon avec un filtre rose.

### Sortie
En mai 1952, John Huston écrit une lettre à l'administrateur Geoffrey Shurlock de la commission de classification cinématographique MPAA/PCA (Production Code Administration) l'assurant que les danseuses du cancan porteront de longs bas dissimulant leurs jambes. Mais, en décembre 1952, le film faillit être refusé parce que l'affiche de la campagne promotionnelle montrait une danseuse avec une jambe partiellement dénudée. L'affiche fut alors modifiée durant des semaines afin de dissimuler « le corps du délit ».
Le 23 décembre 1952, Moulin Rouge fait partie de la liste des films pouvant être sélectionnés pour concourir aux Oscars. Le magazine Variety présume que « la course pour sa qualification a laissé le temps au film pour achever de se policer afin d'être d'une indéniable qualité ».
Mais, avant sa sortie, le film est interdit par l'American Legion ; selon un article de Variety de décembre 1952, John Huston et José Ferrer ont alors rencontré les protestataires dont ils ont dénoncé le fascisme, et l'interdiction a été levée. Toujours en décembre, l'Hollywood Citizen-News révèle que, malgré les efforts des cinéastes, quelques contestataires maintiennent un piquet de grève devant le lieu prévu pour la première avec des affiches proclamant « John Huston a aidé les Dix d'Hollywood » et « l'American Legion interdit José Ferrer ».

## Autour du film
- Dans le film, les « mains de Lautrec » sont celles de l'artiste français Marcel Vertès, directeur artistique du film. Auparavant, celui-ci avait d'ailleurs partiellement financé sa formation artistique en copiant et vendant des dessins de Toulouse-Lautrec.
- La musique du film joué par l'orchestre de Percy Faith intitulée The Song from Moulin Rouge a obtenu un succès notable.